# 31. mešani topniški polk (JLA)
Za druge 31. polke glejte 31. polk.
31. mešani topniški polk je bil topniški polk v sestavi Jugoslovanske ljudske armade.
Enota je bila nastanjena v Sloveniji pred in med slovensko osamosvojitveno vojno.

## Organizacija
31. december 1990
- poveljstvo
- namestitveni vod
- poveljniško instrumentalna baterija
- havbični divizion 155 mm
- havbični divizion 122 mm
- divizion VMR 128 mm
- inženirska četa
- zaledna četa